# Ел Пардо
„Ел Пардо“ (на испански: Palacio Real de El Pardo) е испански кралски дворец в Мадрид, който до 1885 г. е използван като лятна резиденция на испанските крале. Днес дворецът „Ел Пардо“ е собственост на испанската държава и се стопанисва от Агенцията за национално наследство (Patrimonio Nacional).
Историята на „Ел Пардо“ започва през 1406 г., когато крал Енрике III Кастилски заповядва да се построи малка ловна хижа в полите на планината Монте ел Пардо, която изобилствала от дивеч.
През 1547 г. по заповед на Карлос I хижата е преустроена в кралски дворец. На 13 март 1604 г. пожар унищожава значителна част от двореца заедно с много от съхраняваните в него платна на известни ренесансови художници като Тициан. През 18 век крал Карлос III назначава архитекта Франческо Сабатини, който да ръководи възобновяването на двореца.
След като крал Алфонсо XII умира в двореца „Ел Пардо“ през 1885, комплексът престава да се използва като лятна резиденция от испанските крале.
В началото на 20 век дворецът „Ел Пардо“ е преустроен отново, като този път размерите му са удвоени. По това време е построена източната част на комплекса.
Вътрешната украса на двореца се състои от фрески на Гаспар Басера и картини от Винченцо Кардучо и Кабрера.
След Испанската гражданска война генерал Франсиско Франко живее в двореца „Ел Пардо“. След смъртта му дворецът е използван за посрещане на държавни глави.